# Petalostylis
Petalostylis é um género botânico pertencente à família Fabaceae.